# Chiesa di San Giovanni Battista (Cividino)
La chiesa di san Giovanni Battista a Cividino, frazione di Castelli Calepio, è una chiesa romanica risalente al XII secolo. I ritrovamenti in loco di sepolture e una piccola necropoli cristiana indicherebbero che un tempo nello stesso punto si trovava un'antica, preesistente, chiesetta cimiteriale.
L'edificio è dedicato a san Giovanni Battista in riferimento all'esistenza di una vecchia fonte battesimale.

## Descrizione  e storia

### Esterno
La pianta della chiesa, orientata ad est, è a forma di trapezio, ed è costituita da un'unica aula terminante con un'abside semicircolare. L'aula fu successivamente divisa in due campate da un arco traverso, attorno alla fine del XV secolo e alla prima metà del XVI.

### Interno
La chiesa presenta una copertura realizzata in legno in manto in coppi. La travatura, conseguente ad un restauro
avvenuto tra 1979 e 1980, presenta una struttura lignea analoga alla precedente grazie al riutilizzo di travi in rovere e larice e travetti recuperati dalla demolizione della cinquecentesca casina dei Cachi.
Si ritiene che l'arco traverso fu aggiunto nel corso del XVI secolo. Questa ipotesi è credibile sia perché in quel periodo quell'elemento architettonico era molto comune, sia perché appare evidente l'aggiunta successiva dalla zona di aggancio particolare del plinto dell'arco trasverso.
L'altare, costruito nello stesso periodo della chiesa, presenta i segni di un rifacimento di inizio XV secolo con simulati motivi duecenteschi. Nella zona absidale sono visibili parti di muri in opus incertum di un ipotetico impianto absidale rettilineo.